# Painting and Patronage

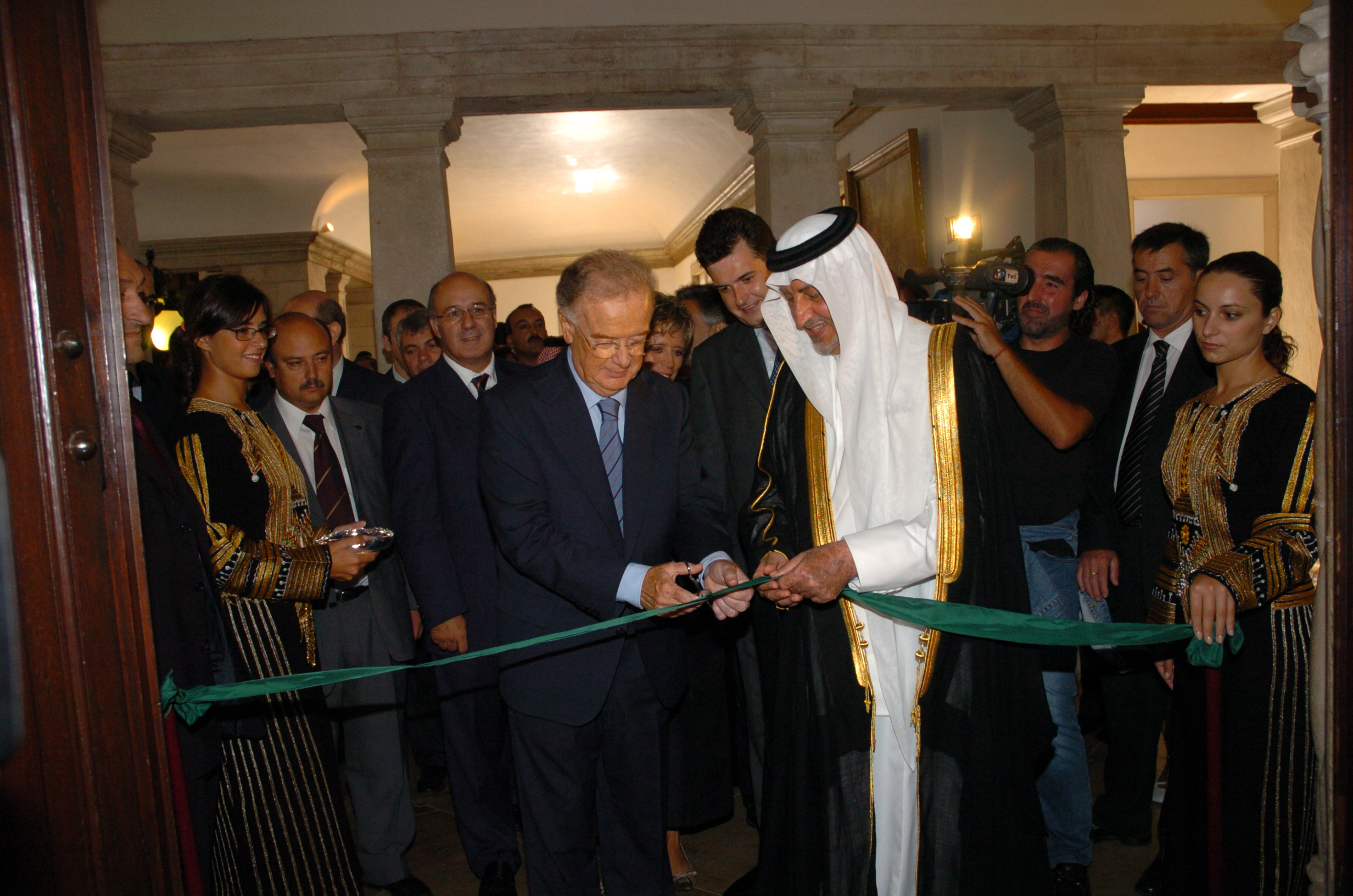
Abertura do encontro "Painting and Patronage" realizado em Sintra, em 200, com o presidente de Portugal, Jorge Sampaio, e o príncipe saudita Khalid Al-Faisal.

Painting and Patronage é um programa de intercâmbio cultural entre a Arábia Saudita e a comunidade niternacional. Foi fundado em 1999 pelo Príncipe Khalid Al-Faisal, filho do falecido Rei Faisal da Arábia Saudita. A organização é presidida por SE Dr Anthony Bailey.
A principal actividade é construir pontes culturais de entendimento artístico e educacional entre o Mundo Árabe e a Europa, estabelecendo um nível de entendimento mais aprofundado entre as diferentes culturas e tradições..
A primeira iniciativa Painting & Patronage teve lugar na Sala de Banquetes, em Londres, em Junho de 2000, sob o patrocínio do Príncipe de Gales e do Príncipe Khalid Al-Faisal e consistiu, maioritariamente numa exposição de aguarelas e pinturas a óleo de ambos os príncipes. Foi conjuntamente estabelecida uma escola de Verão gratuita, pela Fundação Príncipe de Gales e as Artes e pela Fundação Rei Faisal patrocinada pelas empresas britânicas  BAE Systems e Shell.
A segunda exposição do Painting & Patronage teve lugar em Riade, em 2001, na qual estiveram presentes ambos os príncipes. Os eventos bilaterais foram considerados a maior inciativa de intercâmbio cultural e educacional entre o Reino Unido e a Arábia Saudita. A Rainha Isabel II visitou a exposição de Londres e a de Riade foi inaugurada pelo Rei Abdallah da Arábia Saudita..
A terceira exposição do Painting & Patronage ocorreu entre a Arábia Saudita e Portugal    e incluiu pinturas do Príncipe Khalid Al-Faisal e seguiu o mesmo formato das exposições de Londres e de Riade. A iniciativa teve o alto patrocínio do Presidente da República Portuguesa, Jorge Sampaio  que esteve igualmente presente na inauguração no Palácio Nacional de Sintra. A quarta iniciativa teve lugar em Abril de 2007, em Riade. Consistiu numa grande exposição de artistas portugueses e foi inaugurada pelo Príncipe Herdeiro Sultão bin Abdul Aziz e pela Ministra Portuguesa da Cultura, Isabel Pires de Lima.
O Painting & Patronage é uma iniciativa real e contínua que planeia futuras iniciativas com outras nações e anunciou, em 2007, levar a iniciativa até ao Brasil, Rússia e Bélgica.